# Monday Night Wars

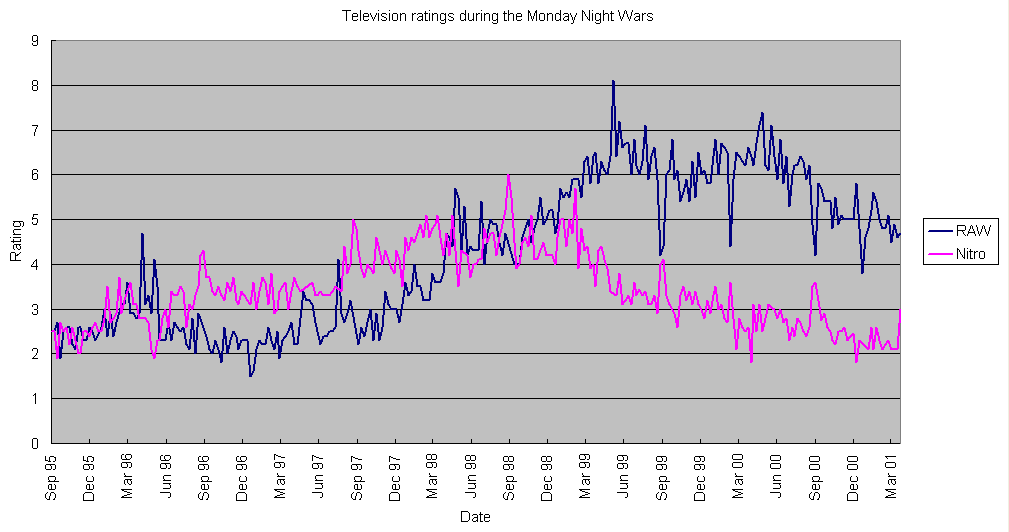
Overzicht van de rating oorlog tussen Monday Night Raw en WCW Monday Nitro.

Monday Night Wars is een gemeenschappelijke term die verwijst naar een televisieoorlog tussen de Amerikaanse worstelorganisaties, World Championship Wrestling en World Wrestling Federation. De televisieoorlog begon op 4 september 1995 en eindigde op 26 maart 2001 nadat de WCW failliet ging. Gedurende deze periode concurreerde de Monday Night Raw-programma van WWF rechtstreeks met Monday Nitro-programma van WCW om te zien welke programma de beste quotiëring kreeg van de "Nielsen ratings".
De rating oorlog was een onderdeel van een grotere strijd tussen de twee bedrijven die het gebruik maakten van moordende tactieken en de legitieme afvalligheid van verschillende worstelaars en schrijvers tussen de twee bedrijven. Extreme Championship Wrestling was ook betrokken als een tertiaire speler, maar was geen partij voor de rating oorlog. De ratingsoorlog eindigde met de verkoop van WCW door haar moedermaatschappij, de World Wrestling Federation Entertainment, Inc.